# Uuno Klami

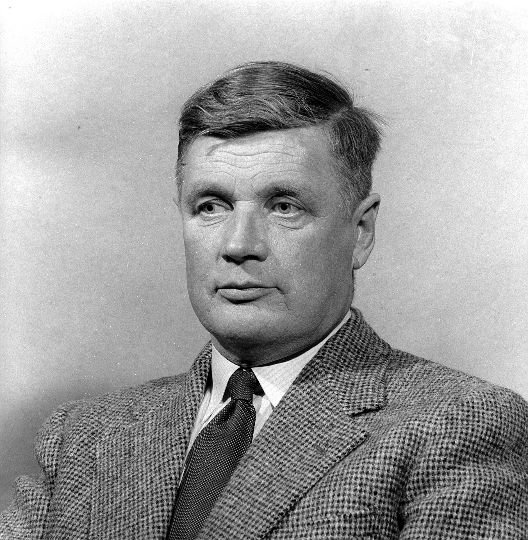
El compositor en 1956.

Uuno (Kalervo) Klami (20 de septiembre de 1900-29 de mayo de 1961, Virolahti) fue un compositor finlandés. Muchas de sus obras están relacionadas con el Kalevala. Fue influenciado por la música francesa y española, y especialmente por Maurice Ravel, por quien sentía una particular estima.
Participó en cinco conflictos armados, incluyendo dos guerras en Karelia, la guerra civil finlandesa, la Guerra de Invierno de 1939-40 y la Guerra de continuación de 1941-44.

## Biografía
Klami estudió música en Helsinki con Erkki Melartin y más tarde en París y Viena. Sus principales obras son la Suite Kalevala y el ballet inacabado Pyörteitä (Giros). El oratorio Psalmus (1936) tiene un lugar único en la música sacra finlandesa y es una de las obras más apreciadas por un finlandés a excepción de Jean Sibelius.[cita requerida] Klami también experimentó con la forma sinfónica en sus dos Sinfonías (1938 y 1945) y la Symphonie enfantine (1927), y la forma concierto en sus dos conciertos para piano (n.º 1 Une nuit à Montmartre y n.º 2 para piano y cuerdas) y el concierto para violín y orquesta (1943). Considerado un maestro de las miniaturas orquestales, la suite orquestal Merikuvia también es considerada como uno de sus principales logros. Por recomendación de Sibelius, el gobierno le otorgó una pequeña pensión vitalicia. En 1959 fue nombrado miembro de la Academia Finlandesa (uno de los más altos honores de Finlandia).
La enérgica Karelian Rhapsody fue la primera obra orquestal finlandesa que se publicó en Finlandia, y una de las favoritas de los programas de conciertos de radio desde hace mucho tiempo.
Klami murió de un ataque al corazón en Virolahti a la edad de 60 años, mientras navegaba en su barco preferido Miina.

## Composiciones principales
- Piano Concerto No. 1, Op. 8 Une nuit à Montmartre (1925)
- Scenes from a Puppet Theatre (1925, orch. 1931)
- Karelian Rhapsody, Op. 15 (1927)
- Symphonie enfantine, Op. 17 (1928)
- Opernredoute, Op. 20 (1929)
- Cheremissian Fantasy for Cello & Orchestra, Op. 19 (1931)
- Hommage à Haendel, Op. 21 (1931)
- Sea Pictures, Op. 22 (1930–32)
- Scenes from a Country Life (1932)
- Sérénades joyeuses (1933)
- Helsinki March (1934)
- Lemminkäinen’s Adventures on the Isle of Saari (1935)
- Karelian Dances (1935)
- The Cobbler on the Heath, overture (1936)
- Psalmus for soloists, chorus and orchestra (1932–36)
- Suite for String Orchestra (1937)
- Symphony No. 1 (1937–38)
- In the Belly of Vipunen for baritone, men's chorus, & orchestra (1938) from  The Kalevala
- Suomenlinna, overture Op. 30 (1940)
- Kalevala Suite, Op. 23 (1933-1943)
- Concerto for Violin & Orchestra, Op. 32 (1943)
- King Lear, overture, Op. 33 (1944)
- Symphony No. 2, op. 35 (1945)
- The Prodigal Son, incidental music to the play by Marin Držić (1945)
- The Cyclist, rondo for orchestra (1946)
- Suite for small orchestra, Op. 37 (1946)
- Karelian Marketplace, Op. 39 (1947)
- Revontulet / Aurore boréale ("Northern Lights"), fantasy for orchestra, Op. 38 (1948)
- Concerto No. 2 for Piano & Strings, Op. 41 (1950)
- All’Ouvertura, Op. 43 (1951)
- Tema con 7 variazioni e coda for cello & orchestra, Op. 44 (1954)
- Song of Moon Lake for baritone & orchestra (1956)
- Pyörteitä (“Whirls”), ballet inspired by the Kalevala (Act One piano score orchestrated by Kalevi Aho, Act Two completed, Act Three lost) (1957–60)
- The Bearer of the Golden Staff, cantata (1960–61)

## Para más información
- Tyrväinen, Helena: Kohti Kalevala-sarjaa: Identiteetti, eklektisyys ja Ranskan jälki Uuno Klamin musiikissa. (Dissertation.) Acta Musicologica Fennica, 30. University of Helsinki, 2013. ISSN 0587-2448. ISBN 978-951-98479-9-3. 978-951-98479-9-3 On-line version.